# Robert Mark Rogers
Robert Mark Rogers (Littlefield, 20 januari 1955) is een Amerikaans muziekpedagoog, arrangeur en dirigent.

## Levensloop
Rogers studeerde aan de Texas Tech University in Lubbock, waar hij zijn Bachelor of Music en zijn Master of Music behaalde. Hij voltooide zijn studies aan de Universiteit van Texas in Austin onder andere bij Richard Floyd, waar hij tot Doctor of Musical Arts promoveerde. Van 1978 tot 1985 was hij dirigent van het harmonieorkest aan het South Plains College (SPC) in Levelland. Vanaf 1985 is hij docent en dirigent van het harmonieorkest aan Universiteit van South Alabama in Mobile (Alabama).
Hij heeft internationale faam bereikt door de bewerking en publicatie van werken van Béla Bartók, Percy Aldridge Grainger, Zoltán Kodály en John Philip Sousa.  

## Publicaties
- R. Mark Rogers: The Hill-Songs of Percy Grainger, in: The Grainger Society Journal Vol. 15 No. 1, Winter 1998 (Music Monograph Number 3).